# Донъли
Донъли (на английски: Donnelly) е град в окръг Вали, щата Айдахо, САЩ. Донъли е с население от 138 жители (2000) и обща площ от 0,7 km². Намира се на 1483 m надморска височина. ЗИП кодът му е 83615, а телефонният му код е 208.